# Amido Baldé
Amido Baldé (* 16. Mai 1991 in Bissau) ist ein ehemaliger Fußballspieler aus Guinea-Bissau. Er besitzt zudem die portugiesische Staatsbürgerschaft.

## Karriere

### Verein
Amido Baldé, der in Bissau, der Hauptstadt des westafrikanischen Landes Guinea-Bissau, geboren wurde, begann seine Karriere beim Sporting Clube de Bissau, das als Farmteam von Sporting Lissabon dient. Hier spielte er bis zum Jahr 2007, ehe er zusammen mit seinem Teamkameraden Zézinho nach Portugal in das Jugendinternat von Sporting wechselte, dort aber hauptsächlich im Reserveteam eingesetzt wurde. Von 2010 bis zum Jahr 2012 stand er als Profi im Kader der Lissaboner, wurde dort allerdings nicht eingesetzt, sodass er in dieser Zeit dreimal verliehen wurde, zunächst zu CD Santa Clara in die portugiesische Segunda Liga, später zum CD Badajoz nach Spanien und zum belgischen Verein Cercle Brügge.
Im Sommer 2012 verließ er Sporting und wechselte zum Ligakonkurrenten Vitória Guimarães. Mit dem Verein aus Guimarães gewann er das Portugiesische Pokalfinale 2013 gegen Benfica Lissabon. Mit neun Toren in 27 Ligaspielen der Primeira Liga 2012/13 war er einer der besten Torschützen seines Teams.
Nach einer Spielzeit bei Vitória wechselte Baldé zum amtierenden schottischen Meister Celtic Glasgow, bei dem der Stürmer für vier Jahre unterschrieb. Dort sollte er den Abgang von Gary Hooper kompensieren, der zu Norwich City gewechselt war. Nach seinem Debüt für Celtic im Champions-League-Spiel im heimischen Paradise gegen den FC Cliftonville, das noch ohne Torerfolg für Baldé bleiben sollte, erzielte er am 8. Spieltag der Scottish Premiership 2013/14 gegen den FC Kilmarnock seinen ersten Treffer. Aufgrund der bis dahin enttäuschenden Torausbeute und Gesamtleistung des Portugiesen verpflichtete Celtic um Teammanager Neil Lennon vor dem Ende des Transferfensters neben den Finnen Teemu Pukki auch den Niederländer Derk Boerrigter, sodass Baldé kaum noch auf Einsatzminuten kam. Hinzu kommen auf der Stürmerposition auch Georgios Samaras und Anthony Stokes, die zuvor schon bei Celtic unter Vertrag gestanden hatten. Zu Beginn der neuen Spielzeit wurde er an den belgischen Verein Waasland-Beveren verliehen. Im Januar 2015 folgte eine weitere Leihe bis Saisonende zu Hapoel Tel Aviv. Im Juni 2015 wurde Baldé an den FC Metz transferiert. Auch dort konnte er nicht reüssieren und verbrachte seine letzten vier Profijahre bei doppelt so vielen Vereinen in Angola, Portugal, Albanien, Libyen, Indonesien und Vietnam.

### Nationalmannschaft
Nachdem Amido Baldé sich dazu entschlossen hatte, für die portugiesische Nationalmannschaft zu spielen, debütierte er im Jahr 2010 in der U-19 des Landes. Bis zum Jahresende kam er in dieser Altersklasse zu fünf Länderspielen, in denen er ein Tore erzielen konnte. Mit Portugals U-20 nahm er an der Weltmeisterschaft 2011 in Kolumbien teil. Hier kam er zu einem Einsatz beim 1:0-Gruppenspielsieg über Kamerun, als er in der 83. Minute für Caetano eingewechselt wurde. Mit der Mannschaft erreichte er das Finale gegen Brasilien, das mit 2:3 nach Verlängerung verloren ging. Seit 2015 spielt Baldé für Guinea-Bissau und absolvierte bisher vier A-Länderspiele und erzielte dabei ein Tor.

## Erfolge
- Schottischer Meister: 2014
- Portugiesischer Pokalsieger: 2013